# Cuba's Queen of Rhythm
Cuba's Queen of Rhythm es el segundo álbum de larga duración de Celia Cruz con la Sonora Matancera y el sexto completo de la agrupación para Seeco Records Inc. Contiene 12 temas, grabados en distintas fechas, entre 1954 y 1956. anteriormente ella había grabado con la agrupación, diversos discos en formato de 78 rpm, después serían llevados a discos de larga duración. Después pegaron con algunos éxitos como es el caso de: Burundanga, Yembe Laroco, Sahara entre otros éxitos.

## Temas
1. Rock and Roll
2. Cha Cha Güere
3. Pa' la Paloma
4. Me voy a Pinar del Río
5. Tuya y más que Tuya
6. Saoco
7. El Lleva y Trae
8. Luna sobre Matanzas
9. Y mi Negro está Cansao
10. Mi Amor, buenas Noches
11. Vamos a Guarachar
12. Oyá, Diosa y Fe

- Datos: Q5793459